# Auditorio Eduardo Ocón
El auditorio Eduardo Ocón es un espacio escénico con estructura de coseno hiperbólico destinado a actividades culturales al aire libre situado en Málaga, España.
Fue construido en los años 60 y tiene una cubierta de hormigón triangular de bordes redondeados y colgada de un gran arco. Sobre el escenario cuelgan varias gaviotas de aluminio obra de Jaime Fernández Pimentel de 1962. Se encuentra en el Paseo de España, entre el Paseo del Parque y el Paseo de los Curas que corre paralelo al Muelle de Guadiaro del Puerto de Málaga.
Junto a este recinto está situado el monumento a Eduardo Ocón Rivas. Su nombre homenajea a la figura del músico y compositor malagueño Eduardo Ocón, nacido en 1834 en el municipio de Benamocarra, provincia de Málaga.